# Red Baron II
Red Baron II est un simulateur de vol de combat sorti en 1997 sur PC. Cette suite de Red Baron a été développée par Dynamix et éditée par Sierra Entertainment. Une version largement remaniée de Red Baron II est sortie en 1998 sous le nom Red Baron 3D.
Comme toute la série, et comme son nom le suggère, le thème du jeu est axé autour des combats aériens de la Première Guerre mondiale. Le logiciel était vendu avec un livret de plus de 200 pages présentant les règles (bien sûr), mais aussi le contexte historique, des explications sur le vol et les tactiques aériennes développées lors de la guerre, et une fiche dédiée à chaque avion.

## Système de jeu

### Modes de jeu

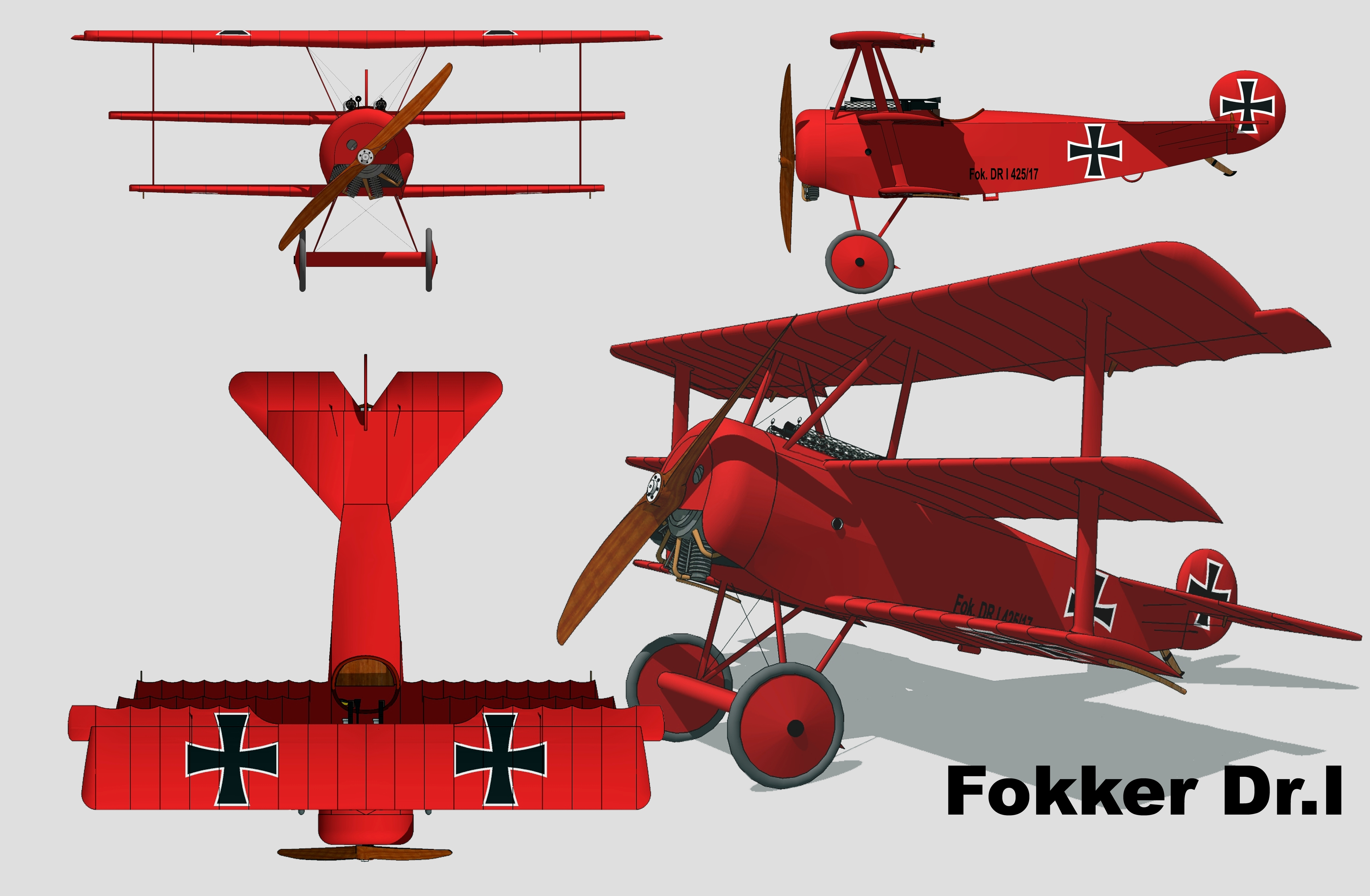
Plan 3 vues du Fokker Dr.I, l'avion de prédilection de Manfred von Richthofen, dit le « Baron Rouge ».

Red Baron II offre quatre modes de jeu.
- Le mode « vol instantané » correspond à un simple combat en mêlée.
- Le mode « mission simple » permet d'effectuer un simple scénario (défense d'un aérodrome, bombardement, attaque de bombardiers, etc) ; le jeu fournit également un éditeur pour créer puis jouer ses propres missions.
- Le mode « campagne » permet au joueur d'incarner un pilote (allemand, britannique ou français) qui débute en tant que simple pilote ; le grade du joueur, son appareil et son affectation évoluent au fil des missions, des succès personnels, et du déroulement historique de la guerre. Devenu chef de sa propre escadrille, le joueur peut défier ou être défié par les as ennemis, dont le plus célèbre d'entre eux, Manfred von Richthofen, dit « le Baron Rouge ». Tout au long de sa carrière, le joueur voit évoluer son tableau d'honneur, gagne des médailles et des récompenses militaires, voire en vient même à se comparer aux as de la Première Guerre mondiale.
- Le mode en ligne.

### Réalisme

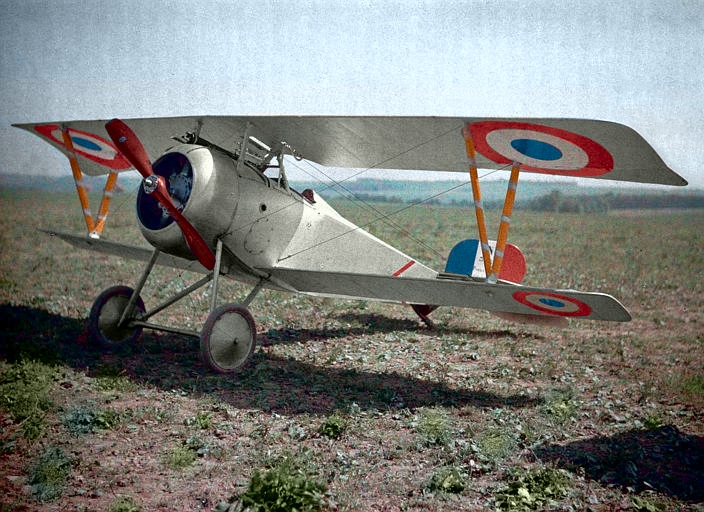
Autochrome de l'avion de chasse français Nieuport 17 (Aisne, 1917).

Contrairement à la plupart des concurrents de l'époque, Red Baron II était axé sur le réalisme (en regard des performances des ordinateurs de l'époque).
En effet, le mode « campagne » suit l'évolution historique des appareils durant la guerre et propose les types de missions affectées à l'aviation de l'époque (escorte, attaque de convois ferroviaires, observation et, bien sûr, combat aérien). Les sites des batailles sont divisés en quatre régions (Flandres, Marne, Verdun et Alsace) au travers desquelles le joueur évolue au gré de ses affectations, en suivant le cours réel des événements de la Première Guerre mondiale. Le jeu contient des cartes détaillées avec les principales installations militaires des différents protagonistes.
Le réalisme des appareils a aussi été travaillé : le pilotage est le plus réaliste possible, les détails esthétiques sont soignés, et le comportement de chaque aéronef tente d'être fidèle à ce qu'il était à l'époque. Les modèles de vol incluent des effets d'éblouissements et des incidents différents d'un simple « mode arcade » : enrayement des armes, dégâts progressifs diversifiés (fuites d'huile pouvant aller jusqu'à l'incendie, blessures du pilote, etc.) ; certaines caractéristiques uniques des appareils sont mêmes reproduites comme sur le Sopwith Camel ou l'Albators D.III. Le fait que les missions commencent par un décollage et finissent par un atterrissage, voire un crash, contribue également à renforcer ce réalisme (même si certaines traversées de la Manche sont artificiellement raccourcies).

## Appareils
La liste ci-dessous présente les 22 avions que le joueur peut avoir à piloter, mais exclut les appareils présents durant les parties, mais non pilotables (bombardiers, ballons, dirigeables) :

### Appareils allemands
1. Fokker E.III
2. Halberstadt D.II
3. Albatros D.II
4. Albatros D.III
5. Albatros D.Va
6. Pfalz D.III
7. Fokker Dr.I
8. Fokker D.VII
9. Pfalz D.XII

### Appareils britanniques
1. Airco D.H.2
2. Sopwith Pup
3. Sopwith Triplan
4. S.E.5a
5. Sopwith Camel
6. Sopwith Snipe

### Appareils français
1. Morane Saulnier N
2. Nieuport 11
3. Nieuport 17
4. SPAD VII
5. Nieuport 24
6. SPAD XIII
7. Nieuport 28

## Accueil
- Jeuxvideo.com : 15/20[3]